# Mark Francis (Komponist)
Mark Francis (* 1958 in Dunkirk, New York) ist ein US-amerikanischer Komponist und Musikpädagoge.
Mark Francis studierte bei Walter Hartley, James Eversole, Rey Longyear, Joanne Castellani, Clare Callahan und Joseph Fratianni und erlangte den Grad eines Doctor of Musical Art an der University of Kentucky. Er unterrichtete an der Mississippi State University, der Louisiana School for Math, Science and the Arts, dem Centenary College, der Northwestern State University, der Emory University, am Agnes Scott College und am  Power Academic and Performing Arts Complex. Daneben tritt er als Gitarrist auf und ist Mitglied des Atlanta Mandolin Orchestra. Außerdem ist er Schatzmeister der Southeastern Composers League sowie Direktor für Erziehung des Florida Orchestra und Direktor für Erziehung und Bibliothekar des Mississippi Symphony Orchestra.
Er komponierte Orchesterwerke und Kammermusik, Chorwerke, elektroakustische Musik und Lieder. 2007 spielte das Jackson State University Orchestra in der Kongressbibliothek die Uraufführung seiner Komposition The Trumpet of Conscience nach Worten von Martin Luther King. Er wurde zehnmal mit dem ASCAP Standard Award und fünfmal mit dem ASCAP Plus Award ausgezeichnet.